# NGC 881
NGC 881 (również PGC 8822) – galaktyka spiralna (Sc), znajdująca się w gwiazdozbiorze Wieloryba. Odkrył ją William Herschel 10 września 1785 roku.
W galaktyce tej zaobserwowano do tej pory jedną supernową – SN 2011hk.